# Tregellasia leucops
Tregellasia leucops là một loài chim trong họ Petroicidae.